# Алекс Сандро
А́лекс Са́ндро Ло́бо Си́лва (порт.-браз. Alex Sandro Lobo Silva; род. 26 января 1991, Катандува, Сан-Паулу) — бразильский футболист, левый защитник клуба «Фламенго». Играл за сборную Бразилии.

## Клубная карьера
Алекс Сандро — воспитанник молодёжной академии клуба «Атлетико Паранаэнсе», в котором он и начал профессиональную карьеру игрока в 2008 году. За основу «атлетов» он провёл всего 17 матчей, из них 15 — в 2009 году.

### «Сантос»
В 2010 игрок перешёл в «Сантос», и постепенно стал игроком основного состава. В Кубке Бразилии в том году он сыграл в 4-х встречах и помог своей команде выиграть этот трофей, что дало путёвку в Кубок Либертадорес 2011. В 2011 году Сандро стал твёрдым игроком основы «Сантоса». Вначале он помог команде выиграть во второй раз подряд Лигу Паулисту (он сыграл лишь в 7 матчах, но в этом турнире клубы часто проводят ротацию составов и наигрывают новичков), а затем и Кубок Либертадорес, в розыгрыше которого провёл 11 матчей из 14. В первом финальном матче против «Пеньяроля» (0:0) молодой игрок провёл всю встречу на Сентенарио, а в ответном матче на Пакаэмбу вышел на замену на 68-й минуте. Всего через минуту Данило сделал счёт 2:0 в пользу «Сантоса», а на 80-й минуте гостям удалось сократить счёт. Однако «Сантос» сумел выстоять и выиграл свой третий Кубок Либертадорес и первый за последние 48 лет. Последний матч за «Сантос» Алекс провёл 3 июля 2011 года против «Америки Минейро» (1:0) в рамках Серии A чемпионата Бразилии. Он был заменён в начале второго тайма на Шарлеса.

### «Порту»
23 июля Сандро подписал контракт с «Порту». Трансфер европейскому клубу обошёлся в 9,6 млн евро. Продажа осуществлялась по сложной схеме через уругвайский футбольный клуб «Депортиво Мальдонадо», которому формально принадлежали права на игрока. Контракт действовал до 30 июня 2016 года. Лишь 5 ноября Алекс Сандро впервые был включён в заявку на матч против «Ольяненсе». Всего же в составе «Порту» Сандро провёл 4 года, сыграв в 87 матчах и отличившись тремя забитыми мячами.

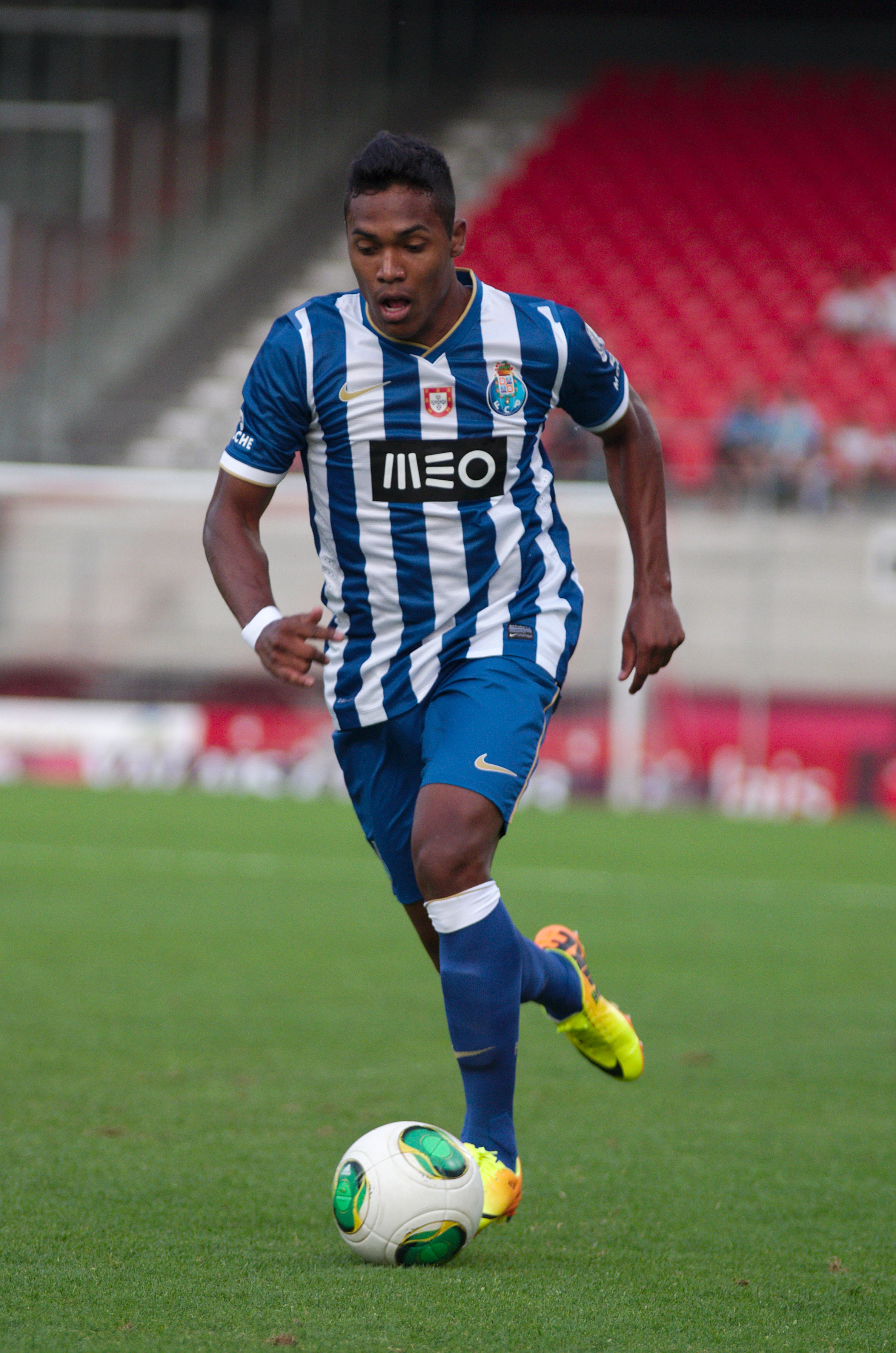
Сандро в составе «Порту»

### «Ювентус»
20 августа 2015 бразилец перешёл в «Ювентус» за 26 миллионов евро, подписав пятилетний контракт. Сандро дебютировал в клубе 12 сентября 2015 года в матче против «Кьево» в Серии А. «Ювентус» неубедительно начал сезон, но постепенно команда набрала кондиции, что и привело к победе в туринском дерби 31 октября, в которой Сандро сыграл немаловажную роль, отдав голевую передачу на Хуана Куадрадо. 21 ноября Сандро отдал голевую передачу на Пауло Дибалу, гол которого в итоге стал победным и помог «Ювентусу» обыграть «Милан». Четыре дня спустя, 25 ноября, он отдал ещё одну голевую передачу на Марио Манджукича в матче Лиги чемпионов против «Манчестер Сити». 17 января 2016 года на 42-й минуте матча Серии А против «Удинезе» Алекс Сандро забил свой первый гол за «Ювентус». 17 февраля Сандро получил мышечную травму во время тренировки, из-за чего был вынужден пропустить матч первый матч 1/8 финала Лиги чемпионов против «Баварии». Он вернулся ко второму матчу 1/8 финала в Мюнхене 16 марта, но не смог помочь своей команде обыграть немецкий клуб, несмотря на хорошее индивидуальное выступление. В своём первом сезоне в Турине, Сандро выиграл с командой золотой дубль, победив по итогам сезона в Серии А и Кубке Италии.

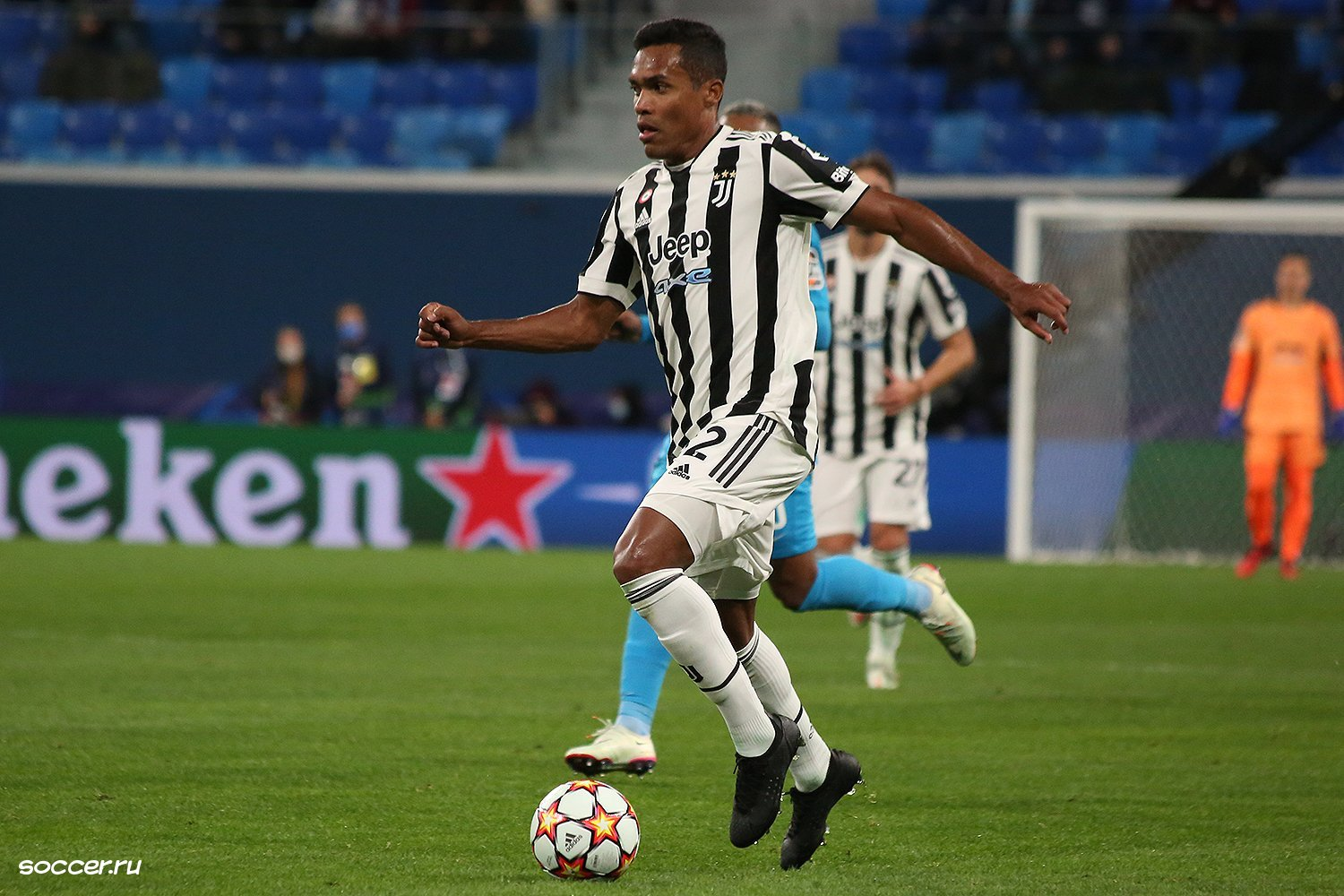
Сандро в составе «Ювентуса»

Несмотря на забитый автогол в одном из первых матчей нового сезона против «Дженоа», Сандро продолжил выступать на хорошем уровне и в новом сезоне, что позволило бразильцу полностью вытеснить Патриса Эвра из стартового состава, из-за чего француз задумался об уходе. В январе 2017 года Эвра перебрался в «Марсель», благодаря чему Сандро стал практически единственным игроком на своей позиции. Сандро провёл 43 матча в сезоне, что сделало его одним из наиболее часто используемых игроков в клубе под руководством Массимилиано Аллегри. По итогам года Сандро был включён в «команду сезона» Серии А.
Всё летнее трансферное окно Сандро активно интересовался лондонский «Челси», сам игрок был не против перехода, однако «Ювентус» в итоге отказался продавать игрока, надеясь подписать с ним новый контракт, который в итоге так и не был подписан. Сандро вышел на поле в первом же матче сезона против «Лацио», в котором «Ювентусу» не удалось выиграть Суперкубок Италии. Всего же в этом сезоне Сандро провёл на поле 39 матчей, в которых ему удалось отличиться четырьмя забитыми мячами.

## Карьера в сборной
10 ноября 2011 года Сандро дебютировал в товарищеском матче сборной Бразилии против Габона (2:0), выйдя на замену во втором тайме вместо Фабио да Силвы. В товарищеском мачте против Египта 14 ноября (победа Бразилии 2:0) Алекс Сандро вышел уже в стартовом составе и отыграл все 90 минут.
В феврале 2011 года Алекс Сандро выиграл в составе молодёжной сборной Бразилии чемпионат Южной Америки среди молодёжных команд. В августе того же года он в составе сборной Бразилии стал чемпионом мира среди молодёжных команд, хотя большую часть турнира (особенно в решающих матчах) провёл на скамейке запасных.

## Стиль игры
Быстрый и энергичный защитник, способный прочитать игру наперёд и отдать точный пас, очень полезен как в атаке, так и в защите. Сандро способен играть на любой позиции левого фланга; он использовался и как винг-бэк, и как обычный полузащитник, и как вингер. Благодаря своему стилю игры, атлетизму и позиции многие не раз сравнивали его со своим соотечественником Роберто Карлосом.

## Статистика выступлений

### Выступления за клубы
| Клуб                | Сезон            | Лига | Лига | Кубок страны | Кубок страны | Кубок лиги | Кубок лиги | Континент | Континент | Прочие | Прочие | Итого | Итого |
| Клуб                | Сезон            | Игры | Голы | Игры         | Голы         | Игры       | Голы       | Игры      | Голы      | Игры   | Голы   | Игры  | Голы  |
| ------------------- | ---------------- | ---- | ---- | ------------ | ------------ | ---------- | ---------- | --------- | --------- | ------ | ------ | ----- | ----- |
| Атлетико Паранаэнсе | 2008             | 1    | 0    | 0            | 0            | —          | —          | —         | —         | 0      | 0      | 1     | 0     |
| Атлетико Паранаэнсе | 2009             | 16   | 0    | 0            | 0            | —          | —          | —         | —         | 8      | 1      | 24    | 1     |
| Атлетико Паранаэнсе | Итого            | 17   | 0    | 0            | 0            | —          | —          | —         | —         | 8      | 1      | 25    | 1     |
| Сантос              | 2010             | 24   | 1    | 4            | 1            | —          | —          | —         | —         | 1      | 1      | 29    | 3     |
| Сантос              | 2011             | 6    | 0    | —            | —            | —          | —          | 11        | 0         | 7      | 0      | 24    | 0     |
| Сантос              | Итого            | 30   | 1    | 4            | 1            | —          | —          | 11        | 0         | 8      | 1      | 53    | 3     |
| Порту               | 2011/12          | 7    | 1    | 0            | 0            | 3          | 0          | 1         | 0         | —      | —      | 11    | 1     |
| Порту               | 2012/13          | 25   | 1    | 0            | 0            | 5          | 0          | 6         | 0         | —      | —      | 36    | 1     |
| Порту               | 2013/14          | 26   | 0    | 5            | 0            | 4          | 0          | 11        | 0         | 1      | 0      | 47    | 2     |
| Порту               | 2014/15          | 28   | 1    | 0            | 0            | 1          | 0          | 11        | 0         | —      | —      | 40    | 1     |
| Порту               | 2015/16          | 1    | 0    | 0            | 0            | 0          | 0          | 0         | 0         | 0      | 0      | 1     | 0     |
| Порту               | Итого            | 87   | 3    | 5            | 0            | 13         | 0          | 29        | 0         | 14     | 0      | 135   | 3     |
| Ювентус             | 2015/16          | 22   | 2    | 5            | 0            | —          | —          | 5         | 0         | —      | —      | 32    | 2     |
| Ювентус             | 2016/17          | 27   | 3    | 4            | 0            | —          | —          | 11        | 0         | 1      | 0      | 43    | 3     |
| Ювентус             | 2017/18          | 26   | 4    | 2            | 0            | —          | —          | 10        | 0         | 1      | 0      | 39    | 4     |
| Ювентус             | 2018/19          | 31   | 1    | 2            | 0            | —          | —          | 9         | 0         | 1      | 0      | 43    | 1     |
| Ювентус             | 2019/20          | 29   | 1    | 5            | 0            | —          | —          | 6         | 0         | 1      | 0      | 41    | 1     |
| Ювентус             | 2020/21          | 26   | 2    | 3            | 0            | —          | —          | 5         | 0         | 0      | 0      | 34    | 2     |
| Ювентус             | 2021/22          | 28   | 0    | 4            | 1            | —          | —          | 7         | 1         | 1      | 0      | 40    | 2     |
| Ювентус             | Итого            | 189  | 13   | 25           | 1            | —          | —          | 53        | 1         | 5      | 0      | 272   | 15    |
| Всего за карьеру    | Всего за карьеру | 323  | 17   | 36           | 2            | 13         | 0          | 93        | 1         | 35     | 2      | 487   | 22    |

### Выступления за сборную
| Матчи и голы Алекса Сандро за национальную сборную Бразилии | Матчи и голы Алекса Сандро за национальную сборную Бразилии | Матчи и голы Алекса Сандро за национальную сборную Бразилии | Матчи и голы Алекса Сандро за национальную сборную Бразилии | Матчи и голы Алекса Сандро за национальную сборную Бразилии | Матчи и голы Алекса Сандро за национальную сборную Бразилии | Матчи и голы Алекса Сандро за национальную сборную Бразилии |
| №                                                           | Дата                                                        | Соперник                                                    | Место проведения                                            | Счёт                                                        | Голы Сандро                                                 | Соревнование                                                |
| ----------------------------------------------------------- | ----------------------------------------------------------- | ----------------------------------------------------------- | ----------------------------------------------------------- | ----------------------------------------------------------- | ----------------------------------------------------------- | ----------------------------------------------------------- |
| 1                                                           | 11 ноября 2011                                              | Габон                                                       | Омар Бонго, Либревиль                                       | 2:0                                                         |                                                             | Товарищеский матч                                           |
| 2                                                           | 14 ноября 2011                                              | Египет                                                      | Ахмед бин Али, Эр-Райян                                     | 2:0                                                         |                                                             | Товарищеский матч                                           |
| 3                                                           | 26 мая 2012                                                 | Дания                                                       | Фолькспаркштадион, Гамбург                                  | 3:1                                                         |                                                             | Товарищеский матч                                           |
| 4                                                           | 30 мая 2012                                                 | США                                                         | Федэкс-филд, Мэриленд                                       | 4:1                                                         |                                                             | Товарищеский матч                                           |
| 5                                                           | 15 августа 2012                                             | Швеция                                                      | Росунда, Сольна                                             | 3:0                                                         |                                                             | Товарищеский матч                                           |
| 6                                                           | 7 сентября 2012                                             | ЮАР                                                         | Морумби, Сан-Паулу                                          | 1:0                                                         |                                                             | Товарищеский матч                                           |
| 7                                                           | 13 июня 2017                                                | Австралия                                                   | Мельбурн Крикет Граунд, Мельбурн                            | 4:0                                                         |                                                             | Товарищеский матч                                           |
| 8                                                           | 5 октября 2017                                              | Боливия                                                     | Эрнандо Силес, Ла-Пас                                       | 0:0                                                         |                                                             | ЧМ-2018. Квалификация                                       |
| 9                                                           | 10 октября 2017                                             | Чили                                                        | Альянц Парк, Сан-Паулу                                      | 3:0                                                         |                                                             | ЧМ-2018. Квалификация                                       |
| 10                                                          | 10 ноября 2017                                              | Япония                                                      | Пьер Моруа, Вильнёв-д’Аск                                   | 3:1                                                         |                                                             | Товарищеский матч                                           |

Итого: 10 матчей / 0 голов; 9 побед, 1 ничья, 0 поражений

## Достижения

### Командные
«Сантос»
- Чемпион штата Сан-Паулу (2): 2010, 2011
- Обладатель Кубка Бразилии: 2010
- Победитель Кубка Либертадорес: 2011

«Порту»
- Чемпион Португалии (2): 2012, 2013
- Обладатель Суперкубка Португалии: 2013

«Ювентус»
- Чемпион Италии (5): 2015/16, 2016/17, 2017/18, 2018/19, 2019/20
- Обладатель Кубка Италии (4): 2015/16, 2016/17, 2017/18, 2023/24
- Обладатель Суперкубка Италии: 2018
- Финалист Лиги чемпионов УЕФА: 2016/17

Сборная Бразилии
- Победитель чемпионата мира среди молодёжных команд: 2011
- Победитель молодёжного чемпионата Южной Америки (до 20 лет): 2011
- Обладатель Кубок Америки: 2019
- Финалист Кубка Америки: 2021

### Личные
- Член «команды сезона» Серии А (2): 2016/17[21], 2017/18